# Alpine Skiweltmeisterschaften 2015/Teilnehmer
An den 43. Alpinen Skiweltmeisterschaften 2015 in Vail/Beaver Creek nahmen rund 700 Athleten aus 68 Ländern teil.

## Albanien(ALB)
| Herren - Erjon Tola Riesenslalom-Qualifikation: 44. Platz Riesenslalom: 57. Platz Slalom-Qualifikation: 31. Platz Slalom: im 1. Durchgang ausgeschieden | Damen - Suela Mëhilli Riesenslalom: im 2. Durchgang ausgeschieden Slalom: 63. Platz |

## Andorra(AND)
| Herren | Damen - Mireia Gutierrez Slalom: 25. Platz |

## Argentinien(ARG)
| Herren - Tomás Birkner de Miguel Mannschaft: 9. Platz Riesenslalom-Qualifikation: 32. Platz Slalom-Qualifikation: 20. Platz Slalom: 35. Platz - Sebastiano Gastaldi Mannschaft: 9. Platz Riesenslalom-Qualifikation: im 1. Durchgang ausgeschieden Slalom-Qualifikation: 12. Platz Slalom: im 2. Durchgang ausgeschieden - Cristian Javier Simari Birkner 1. Abfahrtstraining: 64. Platz Super-G: 43. Platz 3. Abfahrtstraining: nicht gestartet Abfahrt: 43. Platz Alpine Kombination: 35. Platz Riesenslalom-Qualifikation: 15. Platz Riesenslalom: 36. Platz Slalom-Qualifikation: 5. Platz Slalom: 31. Platz | Damen - Salomé Báncora Mannschaft: 9. Platz Riesenslalom: 46. Platz Slalom: 37. Platz - Nicol Gastaldi Mannschaft: 9. Platz Riesenslalom: 87. Platz Slalom: im 1. Durchgang ausgeschieden - Angélica María Simari Birkner Super-G: ausgeschieden Riesenslalom: 51. Platz Slalom: 49. Platz - Macarena Simari Birkner 1. Abfahrtstraining: 42. Platz Super-G: 37. Platz 2. Abfahrtstraining: 43. Platz Abfahrt: 34. Platz Alpine Kombination: 21. Platz Slalom: 34. Platz - María Belén Simari Birkner Super-G: 39. Platz Riesenslalom: 47. Platz |

## Armenien(ARM)
| Herren - Arsen Ghasarjan Riesenslalom-Qualifikation: 71. Platz Slalom-Qualifikation: 46. Platz - Jura Manukjan Riesenslalom-Qualifikation: 80. Platz Slalom-Qualifikation: 55. Platz - Katschik Wardanjan Riesenslalom-Qualifikation: nicht gestartet | Damen |

## Australien(AUS)
| Herren - Luc Henri Chevalier Riesenslalom-Qualifikation: 7. Platz Riesenslalom: im 2. Durchgang ausgeschieden - Dominic Demschar Riesenslalom: im 1. Durchgang ausgeschieden Slalom-Qualifikation: im 1. Durchgang ausgeschieden - Luke Laidlaw Riesenslalom-Qualifikation: 20. Platz Riesenslalom: im 1. Durchgang ausgeschieden Slalom-Qualifikation: im 1. Durchgang ausgeschieden - Ross Peraudo Riesenslalom-Qualifikation: 5. Platz Riesenslalom: im 2. Durchgang ausgeschieden Slalom-Qualifikation: 7. Platz Slalom: im 1. Durchgang ausgeschieden - Mike Rishworth Slalom-Qualifikation: 15. Platz Slalom: im 1. Durchgang ausgeschieden - Sam Robertson Super-G: 36. Platz | Damen - Lavinia Chrystal Riesenslalom: 45. Platz Slalom: 45. Platz - Greta Small 1. Abfahrtstraining: 41. Platz Super-G: 29. Platz 2. Abfahrtstraining: 40. Platz Abfahrt: 33. Platz Alpine Kombination: 18. Platz Riesenslalom: 36. Platz Slalom: nicht zum 2. Durchgang angetreten |

## Belgien(BEL)
| Herren - Kai Alaerts Slalom-Qualifikation: 10. Platz Slalom: im 1. Durchgang ausgeschieden - Armand Marchant Riesenslalom-Qualifikation: 14. Platz Riesenslalom: 41. Platz Slalom-Qualifikation: 11. Platz Slalom: im 1. Durchgang ausgeschieden - Jeroen Van den Bogaert Riesenslalom-Qualifikation: 23. Platz Riesenslalom: 51. Platz Slalom-Qualifikation: im 2. Durchgang ausgeschieden | Damen - Marjolein Decroix Slalom: 66. Platz - Mathilde Nelles Riesenslalom: 90. Platz Slalom: 47. Platz - Karen Persyn Slalom: 31. Platz |

## Bosnien und Herzegowina(BIH)
| Herren - Igor Laikert Super-G: 50. Platz Riesenslalom-Qualifikation: 25. Platz Riesenslalom: 46. Platz Slalom-Qualifikation: 13. Platz Slalom: im 1. Durchgang ausgeschieden - Emir Lokmić Riesenslalom-Qualifikation: 37. Platz - Marko Rudić Riesenslalom-Qualifikation: 38. Platz Slalom-Qualifikation: 13. Platz Slalom: im 1. Durchgang ausgeschieden - Marko Šljivić Riesenslalom-Qualifikation: im 1. Durchgang disqualifiziert Slalom-Qualifikation: im 1. Durchgang ausgeschieden | Damen - Amira Halilović Riesenslalom: 100. Platz Slalom: im 1. Durchgang ausgeschieden - Šejla Merdanović Riesenslalom: im 1. Durchgang ausgeschieden Slalom: 40. Platz - Žana Novaković Riesenslalom: 53. Platz Slalom: im 1. Durchgang ausgeschieden |

## Brasilien(BRA)
| Herren - Michel Macedo Riesenslalom-Qualifikation: im 1. Durchgang disqualifiziert Slalom-Qualifikation: 33. Platz Slalom: 39. Platz - Tobias Macedo Riesenslalom-Qualifikation: 69. Platz Riesenslalom: 54. Platz Slalom-Qualifikation: im 1. Durchgang ausgeschieden | Damen - Maya Harrisson Riesenslalom: im 1. Durchgang ausgeschieden Slalom: im 1. Durchgang ausgeschieden |

## Bulgarien(BUL)
| Herren - Albert Popow Riesenslalom-Qualifikation: 22. Platz Riesenslalom: im 1. Durchgang ausgeschieden Slalom-Qualifikation: 22. Platz Slalom: im 1. Durchgang ausgeschieden - Stefan Prissadow Riesenslalom-Qualifikation: 12. Platz Riesenslalom: 35. Platz Slalom-Qualifikation: 9. Platz Slalom: 28. Platz | Damen - Marija Kirkowa Riesenslalom: 41. Platz Slalom: im 1. Durchgang ausgeschieden |

## Cayman Islands(CAY)
| Herren - Dean Travers 1. Abfahrtstraining: 69. Platz Super-G: 39. Platz Riesenslalom-Qualifikation: 20. Platz Riesenslalom: nicht gestartet | Damen |

## Chile(CHI)
| Herren - Henrik von Appen 1. Abfahrtstraining: 53. Platz (Torfehler) Super-G: 38. Platz 3. Abfahrtstraining: 50. Platz Abfahrt: 37. Platz Alpine Kombination: 32. Platz Riesenslalom-Qualifikation: 8. Platz Riesenslalom: im 2. Durchgang ausgeschieden Slalom-Qualifikation: nicht gestartet - Nicolas Carvallo Super-G: 46. Platz Riesenslalom-Qualifikation: 24. Platz Riesenslalom: 49. Platz Slalom-Qualifikation: im 1. Durchgang ausgeschieden - Eugenio Claro Super-G: ausgeschieden Riesenslalom-Qualifikation: im 1. Durchgang ausgeschieden Slalom-Qualifikation: im 2. Durchgang ausgeschieden Slalom: 34. Platz - Andrés Figueroa Super-G: ausgeschieden Slalom-Qualifikation: im 1. Durchgang ausgeschieden - Sebastián Pfingsthorn Riesenslalom-Qualifikation: 30. Platz | Damen - Noelle Barahona 1. Abfahrtstraining: 43. Platz Super-G: 33. Platz 2. Abfahrtstraining: 44. Platz Abfahrt: 35. Platz Alpine Kombination: 22. Platz Riesenslalom: 47. Platz Slalom: 53. Platz - Magdalena Pfingsthorn Riesenslalom: 105. Platz Slalom: 64. Platz - Josefina Vicuña Riesenslalom: im 1. Durchgang ausgeschieden Slalom: im 1. Durchgang ausgeschieden |

## China, Volksrepublik(CHN)
| Herren - Tian Yuheng Riesenslalom-Qualifikation: 70. Platz Slalom-Qualifikation: im 1. Durchgang ausgeschieden - Zhang Xiaosong Riesenslalom-Qualifikation: im 1. Durchgang disqualifiziert Riesenslalom: 69. Platz Slalom-Qualifikation: im 1. Durchgang ausgeschieden - Zhou Dongjun Riesenslalom-Qualifikation: im 2. Durchgang ausgeschieden Slalom-Qualifikation: im 1. Durchgang ausgeschieden Slalom: im 1. Durchgang ausgeschieden | Damen - Qin Xiyue Riesenslalom: 115. Platz Slalom: 66. Platz - Xia Lina Riesenslalom: 106. Platz Slalom: im 1. Durchgang ausgeschieden |

## Chinesisches Taipeh(TPE)
| Herren - Meng-Che Wu Riesenslalom-Qualifikation: 82. Platz Slalom-Qualifikation: im 1. Durchgang ausgeschieden | Damen - Meng-Chien Wu Riesenslalom: nicht gestartet Slalom: 74. Platz |

## Dänemark(DAN)
| Herren - Casper Dyrbye Næsted Riesenslalom-Qualifikation: 50. Platz Riesenslalom: 59. Platz Slalom-Qualifikation: 29. Platz Slalom: 36. Platz - Christoffer Faarup 1. Abfahrtstraining: 58. Platz Super-G: 40. Platz 3. Abfahrtstraining: 55. Platz (Torfehler) Abfahrt: 38. Platz Alpine Kombination: 31. Platz - Jeppe Jonstrup Riesenslalom-Qualifikation: 67. Platz Slalom-Qualifikation: im 1. Durchgang ausgeschieden - Lasse Kamp Simonsen Riesenslalom-Qualifikation: nicht gestartet | Damen - Nuunu Chemnitz Berthelsen Riesenslalom: 108. Platz Slalom: 61. Platz - Charlotte Techen Lemgart Riesenslalom: 97. Platz Slalom: 50. Platz - Lisa Christine Blunck Moe Riesenslalom: 114. Platz Slalom: im 1. Durchgang ausgeschieden - Yina Moe-Lange Riesenslalom: 91. Platz |

## Deutschland(GER)
| Herren - Klaus Brandner 1. Abfahrtstraining: 30. Platz Super-G: 28. Platz 3. Abfahrtstraining: 38. Platz Abfahrt: 27. Platz - Fritz Dopfer Riesenslalom: 15. Platz Slalom: Silber - Josef Ferstl 1. Abfahrtstraining: 21. Platz Super-G: 25. Platz 3. Abfahrtstraining: 14. Platz Abfahrt: 22. Platz Alpine Kombination: 25. Platz - Stefan Luitz Riesenslalom: 20. Platz - Felix Neureuther Mannschaft: 9. Platz Riesenslalom: 4. Platz Slalom: Bronze - Andreas Sander 1. Abfahrtstraining: 8. Platz Super-G: 23. Platz 3. Abfahrtstraining: 23. Platz Abfahrt: 17. Platz Alpine Kombination: 23. Platz - Philipp Schmid Mannschaft: 9. Platz (ohne Einsatz) Slalom: 17. Platz - Linus Straßer Mannschaft: 9. Platz Riesenslalom: im 2. Durchgang ausgeschieden Slalom: 10. Platz | Damen - Lena Dürr Mannschaft: 9. Platz (ohne Einsatz) Slalom: 13. Platz - Veronique Hronek 1. Abfahrtstraining: 34. Platz Super-G: 11. Platz 2. Abfahrtstraining: 31. Platz Abfahrt: 31. Platz Alpine Kombination: 13. Platz Mannschaft: 9. Platz - Viktoria Rebensburg 1. Abfahrtstraining: 16. Platz Super-G: 5. Platz 2. Abfahrtstraining: 8. Platz Abfahrt: 10. Platz Mannschaft: 9. Platz Riesenslalom: Silber - Maren Wiesler Slalom: 12. Platz |

## Estland(EST)
| Herren - Warren Cummings Smith Riesenslalom-Qualifikation: 40. Platz Riesenslalom: im 1. Durchgang ausgeschieden Slalom-Qualifikation: im 2. Durchgang ausgeschieden Slalom: im 2. Durchgang ausgeschieden | Damen |

## Finnland(FIN)
| Herren - Eemeli Pirinen Mannschaft: 9. Platz Riesenslalom: im 1. Durchgang ausgeschieden - Joonas Räsänen Mannschaft: 9. Platz Slalom: im 1. Durchgang ausgeschieden - Andreas Romar 1. Abfahrtstraining: 25. Platz Super-G: ausgeschieden 3. Abfahrtstraining: 40. Platz Abfahrt: 31. Platz Alpine Kombination: 7. Platz - Marcus Sandell Mannschaft: 9. Platz (ohne Einsatz) Riesenslalom: 14. Platz - Samu Torsti Mannschaft: 9. Platz (ohne Einsatz) Riesenslalom: 21. Platz | Damen - Kristiina Rove Mannschaft: 9. Platz Riesenslalom: im 2. Durchgang ausgeschieden Slalom: im 2. Durchgang ausgeschieden - Merle Soppela Mannschaft: 9. Platz Riesenslalom: 31. Platz Slalom: 21. Platz |

## Frankreich(FRA)
| Herren - Johan Clarey 1. Abfahrtstraining: 18. Platz Super-G: 30. Platz 3. Abfahrtstraining: ausgeschieden Abfahrt: 16. Platz - Mathieu Faivre Mannschaft: 5. Platz Riesenslalom: im 1. Durchgang ausgeschieden - Thomas Fanara Mannschaft: 5. Platz (ohne Einsatz) Riesenslalom: im 1. Durchgang ausgeschieden - Guillermo Fayed 1. Abfahrtstraining: 60. Platz (Torfehler) 3. Abfahrtstraining: 3. Platz Abfahrt: 5. Platz - Jean-Baptiste Grange Slalom: Gold - Julien Lizeroux Slalom: 2. Platz - Thomas Mermillod Blondin 1. Abfahrtstraining: 31. Platz 3. Abfahrtstraining: 30. Platz Alpine Kombination: 9. Platz Mannschaft: 5. Platz - Victor Muffat-Jeandet 1. Abfahrtstraining: 51. Platz 3. Abfahrtstraining: 41. Platz Alpine Kombination: in der Abfahrt ausgeschieden Riesenslalom: 7. Platz Slalom: nicht zum 2. Durchgang angetreten - Maxence Muzaton 1. Abfahrtstraining: 15. Platz 3. Abfahrtstraining: 12. Platz Alpine Kombination: 38. Platz - Alexis Pinturault 1. Abfahrtstraining: 28. Platz Super-G: 11. Platz 3. Abfahrtstraining: 28. Platz Alpine Kombination: 5. Platz Riesenslalom: Bronze Slalom: im 2. Durchgang ausgeschieden - David Poisson 1. Abfahrtstraining: 19. Platz 3. Abfahrtstraining: 9. Platz Abfahrt: 14. Platz - Brice Roger 1. Abfahrtstraining: 10. Platz Super-G: 12. Platz 3. Abfahrtstraining: 1. Platz - Adrien Théaux 1. Abfahrtstraining: 17. Platz (Torfehler) Super-G: Bronze 3. Abfahrtstraining: 10. Platz Abfahrt: 8. Platz | Damen - Margot Bailet 1. Abfahrtstraining: 15. Platz Super-G: 23. Platz 2. Abfahrtstraining: 25. Platz Abfahrt: 21. Platz Alpine Kombination: 10. Platz - Taïna Barioz Riesenslalom: im 2. Durchgang ausgeschieden Slalom: 26. Platz - Adeline Baud Mannschaft: 5. Platz Riesenslalom: 15. Platz Slalom: im 2. Durchgang ausgeschieden - Marie Jay Marchand-Arvier 1. Abfahrtstraining: 23. Platz Super-G: 14. Platz 2. Abfahrtstraining: 29. Platz Abfahrt: ausgeschieden - Anémone Marmottan Mannschaft: 5. Platz Riesenslalom: im 1. Durchgang ausgeschieden - Laurie Mougel Slalom: 17. Platz - Nastasia Noens Slalom: 9. Platz - Jennifer Piot 1. Abfahrtstraining: 26. Platz Super-G: 26. Platz 2. Abfahrtstraining: 17. Platz Abfahrt: 24. Platz - Tessa Worley 1. Abfahrtstraining: 30. Platz Super-G: 24. Platz Mannschaft: 5. Platz Riesenslalom: 13. Platz |

## Georgien(GEO)
| Herren - Aleksandre Beniaidse Riesenslalom-Qualifikation: 13. Platz Riesenslalom: 44. Platz Slalom-Qualifikation: im 2. Durchgang disqualifiziert - Dschaba Gelaschwili Riesenslalom-Qualifikation: 27. Platz Slalom-Qualifikation: im 1. Durchgang ausgeschieden - Nikolos Kosanaschwili Riesenslalom-Qualifikation: 29. Platz Slalom-Qualifikation: 19. Platz Slalom: im 1. Durchgang ausgeschieden | Damen - Nino Ziklauri Riesenslalom: 89. Platz Slalom: 48. Platz |

## Griechenland(GRE)
| Herren - Ioannis Antoniou Riesenslalom-Qualifikation: 41. Platz Slalom-Qualifikation: im 1. Durchgang ausgeschieden Slalom: im 1. Durchgang ausgeschieden - Ioannis Proios Riesenslalom-Qualifikation: 55. Platz Slalom-Qualifikation: im 1. Durchgang ausgeschieden - Konstantinos Sykaras Riesenslalom-Qualifikation: nicht gestartet Slalom-Qualifikation: 32. Platz - Massimiliano Valcareggi Riesenslalom-Qualifikation: 32. Platz Riesenslalom: im 2. Durchgang ausgeschieden Slalom-Qualifikation: nicht gestartet | Damen - Anastasia Gkogou Riesenslalom: 112. Platz Slalom: 65. Platz - Anastasia Kokkini Riesenslalom: 116. Platz Slalom: 67. Platz - Sofia Ralli Riesenslalom: 113. Platz Slalom: 56. Platz - Maria Samarinou Riesenslalom: 111. Platz Slalom: im 1. Durchgang ausgeschieden |

## Haiti(HAI)
| Herren - Jean-Pierre Roy Riesenslalom-Qualifikation: 83. Platz Slalom-Qualifikation: 58. Platz | Damen |

## Indien(IND)
| Herren - Arif Khan Riesenslalom-Qualifikation: 77. Platz Slalom-Qualifikation: 52. Platz Slalom: im 1. Durchgang ausgeschieden - Hira Lal Riesenslalom-Qualifikation: 79. Platz Slalom-Qualifikation: im 1. Durchgang ausgeschieden - Himanshu Thakur Riesenslalom-Qualifikation: im 1. Durchgang ausgeschieden Riesenslalom: 70. Platz Slalom-Qualifikation: im 1. Durchgang ausgeschieden | Damen - Varsha Devi Riesenslalom: 122. Platz Slalom: 73. Platz - Aanchal Thakur Riesenslalom: 121. Platz Slalom: im 1. Durchgang ausgeschieden |

## Irland(IRE)
| Herren - Maxime Arbez Riesenslalom-Qualifikation: 61. Platz Slalom-Qualifikation: im 1. Durchgang ausgeschieden - Conor Lyne Riesenslalom-Qualifikation: im 1. Durchgang ausgeschieden Slalom-Qualifikation: 38. Platz Slalom: 41. Platz - Patrick McMillan Riesenslalom-Qualifikation: 46. Platz Riesenslalom: 58. Platz Slalom-Qualifikation: 42. Platz | Damen - Tess Arbez Riesenslalom: 95. Platz Slalom: 52. Platz - Florence Bell Riesenslalom: 109. Platz Slalom: im 1. Durchgang ausgeschieden - Victoria Bell Slalom: im 1. Durchgang ausgeschieden |

## Island(ISL)
| Herren - Magnús Finnson Riesenslalom-Qualifikation: 34. Platz Slalom-Qualifikation: 27. Platz - Einar Kristinn Kristgeirsson Riesenslalom-Qualifikation: 35. Platz Riesenslalom: 48. Platz Slalom-Qualifikation: 16. Platz Slalom: im 1. Durchgang ausgeschieden | Damen - Erla Ásgeirsdóttir Riesenslalom: 98. Platz Slalom: 45. Platz - Freydís Halla Einarsdóttir Riesenslalom: 88. Platz Slalom: 51. Platz - María Guðmundsdóttir Slalom: 36. Platz - Helga María Vilhjálmsdóttir Riesenslalom: 56. Platz Slalom: 42. Platz |

## Israel(ISR)
| Herren - Itamar Biran Riesenslalom-Qualifikation: 51. Platz Riesenslalom: 62. Platz Slalom-Qualifikation: 36. Platz Slalom: im 1. Durchgang ausgeschieden | Damen - Gitit Buchler Riesenslalom: 107. Platz Slalom: im 1. Durchgang ausgeschieden - Ronnie Kiek Riesenslalom: im 1. Durchgang ausgeschieden Slalom: im 1. Durchgang ausgeschieden |

## Italien(ITA)
| Herren - Giovanni Borsotti Mannschaft: 5. Platz Riesenslalom: 24. Platz - Florian Eisath Riesenslalom: 8. Platz - Stefano Gross Slalom: im 2. Durchgang ausgeschieden - Werner Heel 1. Abfahrtstraining: 32. Platz (Torfehler) Super-G: 26. Platz 3. Abfahrtstraining: 16. Platz Abfahrt: 32. Platz - Christof Innerhofer 1. Abfahrtstraining: 23. Platz (Torfehler) Super-G: 18. Platz 3. Abfahrtstraining: 17. Platz Abfahrt: 24. Platz Alpine Kombination: 18. Platz - Matteo Marsaglia 1. Abfahrtstraining: 49. Platz Super-G: 14. Platz 3. Abfahrtstraining: 42. Platz Abfahrt: 28. Platz Alpine Kombination: 32. Platz Mannschaft: 5. Platz - Manfred Mölgg Slalom: 11. Platz - Roberto Nani Riesenslalom: 6. Platz - Dominik Paris 1. Abfahrtstraining: 24. Platz Super-G: 14. Platz 3. Abfahrtstraining: 18. Platz Abfahrt: 23. Platz Alpine Kombination: 10. Platz - Giuliano Razzoli Slalom: im 1. Durchgang ausgeschieden - Davide Simoncelli Mannschaft: 5. Platz (ohne Einsatz) Riesenslalom: 17. Platz - Patrick Thaler Slalom: im 2. Durchgang ausgeschieden | Damen - Marta Bassino Riesenslalom: im 2. Durchgang ausgeschieden - Federica Brignone Riesenslalom: im 1. Durchgang ausgeschieden Slalom: 19. Platz - Chiara Costazza Mannschaft: 5. Platz Slalom: 16. Platz - Elena Curtoni 1. Abfahrtstraining: 40. Platz Super-G: 10. Platz 2. Abfahrtstraining: nicht gestartet Alpine Kombination: in der Abfahrt ausgeschieden - Elena Fanchini 1. Abfahrtstraining: 20. Platz 2. Abfahrtstraining: 12. Platz Abfahrt: 26. Platz Alpine Kombination: 16. Platz - Nadia Fanchini 1. Abfahrtstraining: 17. Platz Super-G: 12. Platz 2. Abfahrtstraining: 26. Platz Abfahrt: 12. Platz Riesenslalom: 16. Platz - Francesca Marsaglia 1. Abfahrtstraining: 25. Platz Super-G: 18. Platz 2. Abfahrtstraining: nicht gestartet Alpine Kombination: 8. Platz Mannschaft: 5. Platz - Daniela Merighetti 1. Abfahrtstraining: 39. Platz Super-G: ausgeschieden 2. Abfahrtstraining: 23. Platz Abfahrt: 8. Platz - Manuela Mölgg Mannschaft: 5. Platz (ohne Einsatz) Riesenslalom: 20. Platz Slalom: im 2. Durchgang ausgeschieden - Johanna Schnarf 1. Abfahrtstraining: 28. Platz 2. Abfahrtstraining: 11. Platz Abfahrt: 28. Platz Alpine Kombination: nicht zum Slalom angetreten |

## Jamaika(JAM)
| Herren - Michael Elliott Williams Riesenslalom-Qualifikation: 84. Platz Slalom-Qualifikation: 59. Platz | Damen |

## Japan(JPN)
| Herren - Naoki Yuasa Slalom: im 1. Durchgang ausgeschieden | Damen - Emi Hasegawa Riesenslalom: 28. Platz Slalom: 18. Platz |

## Kanada(CAN)
| Herren - Phil Brown Mannschaft: Silber Riesenslalom: 22. Platz Slalom: im 1. Durchgang ausgeschieden - Dustin Cook 1. Abfahrtstraining: 46. Platz Super-G: Silber Riesenslalom: 12. Platz - Manuel Osborne-Paradis 1. Abfahrtstraining: 37. Platz Super-G: ausgeschieden 3. Abfahrtstraining: 35. Platz (Torfehler) Abfahrt: 21. Platz - Trevor Philp Mannschaft: Silber Riesenslalom: 18. Platz Slalom: 18. Platz - Morgan Pridy 1. Abfahrtstraining: 50. Platz Super-G: 22. Platz 3. Abfahrtstraining: 25. Platz Abfahrt: 36. Platz Alpine Kombination: im Slalom ausgeschieden - Erik Read Mannschaft: Silber (ohne Einsatz) Riesenslalom: 28. Platz Slalom: 24. Platz - Benjamin Thomsen 1. Abfahrtstraining: 38. Platz Super-G: 27. Platz 3. Abfahrtstraining: 24. Platz Abfahrt: 18. Platz | Damen - Candace Crawford Mannschaft: Silber Riesenslalom: 29. Platz Slalom: 30. Platz - Marie-Michèle Gagnon 1. Abfahrtstraining: 31. Platz Super-G: ausgeschieden 2. Abfahrtstraining: 34. Platz Alpine Kombination: in der Abfahrt ausgeschieden Riesenslalom: 23. Platz Slalom: 10. Platz - Valérie Grenier 1. Abfahrtstraining: 38. Platz Super-G: 19. Platz 2. Abfahrtstraining: 41. Platz Abfahrt: ausgeschieden Alpine Kombination: in der Abfahrt ausgeschieden - Erin Mielzynski Mannschaft: Silber Slalom: 6. Platz - Marie-Pier Préfontaine Mannschaft: Silber (ohne Einsatz) Riesenslalom: 27. Platz - Mikaela Tommy Riesenslalom: 22. Platz - Larisa Yurkiw 1. Abfahrtstraining: 18. Platz Super-G: 28. Platz 2. Abfahrtstraining: 22. Platz Abfahrt: 14. Platz |

## Kasachstan(KAZ)
| Herren - Martin Chuber 1. Abfahrtstraining: nicht gestartet Super-G: nicht gestartet 3. Abfahrtstraining: nicht gestartet Riesenslalom-Qualifikation: nicht gestartet Slalom-Qualifikation: nicht gestartet - Igor Sakurdajew 1. Abfahrtstraining: 65. Platz Super-G: 47. Platz 3. Abfahrtstraining: 60. Platz Abfahrt: 42. Platz Alpine Kombination: im Slalom ausgeschieden Riesenslalom-Qualifikation: 31. Platz Riesenslalom: 52. Platz Slalom-Qualifikation: 25. Platz Slalom: im 1. Durchgang ausgeschieden | Damen |

## Kirgisistan(KGZ)
| Herren - Iwan Borissow Riesenslalom-Qualifikation: 75. Platz Slalom-Qualifikation: im 1. Durchgang ausgeschieden - Maxim Gordejew Riesenslalom-Qualifikation: 81. Platz - Jewgeni Timofejew Riesenslalom-Qualifikation: 53. Platz Riesenslalom: 61. Platz Slalom-Qualifikation: 45. Platz Slalom: 43. Platz - Andrey Trelewski Slalom-Qualifikation: 57. Platz - Sergei Trelewski Riesenslalom-Qualifikation: im 1. Durchgang ausgeschieden Slalom-Qualifikation: im 1. Durchgang ausgeschieden | Damen - Olga Paljutkina Riesenslalom: 118. Platz Slalom: 71. Platz |

## Kroatien(CRO)
| Herren - Sebastian Brigović - Elias Kolega Riesenslalom-Qualifikation: 9. Platz Riesenslalom: 42. Platz - Ivica Kostelić 1. Abfahrtstraining: 44. Platz Super-G: ausgeschieden 3. Abfahrtstraining: 51. Platz Alpine Kombination: 12. Platz Mannschaft: 9. Platz Slalom: 15. Platz - Istok Rodeš 1. Abfahrtstraining: ausgeschieden Super-G: 45. Platz 3. Abfahrtstraining: 61. Platz Abfahrt: ausgeschieden Alpine Kombination: 36. Platz - Max Ullrich 1. Abfahrtstraining: 66. Platz Super-G: 33. Platz 3. Abfahrtstraining: 43. Platz Abfahrt: 35. Platz Alpine Kombination: 28. Platz - Matej Vidović Slalom: 26. Platz - William Vukelić Riesenslalom-Qualifikation: 18. Platz Riesenslalom: 45. Platz - Natko Zrnčić-Dim Super-G: 32. Platz 3. Abfahrtstraining: nicht gestartet Abfahrt: 30. Platz Alpine Kombination: im Slalom ausgeschieden Mannschaft: 9. Platz (ohne Einsatz) Slalom: 27. Platz - Filip Zubčić Mannschaft: 9. Platz Riesenslalom: 16. Platz Slalom: 13. Platz | Damen - Andrea Komšić 1. Abfahrtstraining: 46. Platz Super-G: 36. Platz 2. Abfahrtstraining: 46. Platz Abfahrt: 37. Platz Alpine Kombination: 19. Platz Mannschaft: 9. Platz (ohne Einsatz) Riesenslalom: 44. Platz Slalom: im 1. Durchgang ausgeschieden - Iva Mišak Riesenslalom: 38. Platz Slalom: im 1. Durchgang ausgeschieden - Sofija Novoselić Mannschaft: 9. Platz Slalom: 33. Platz - Leona Popović 1. Abfahrtstraining: 44. Platz Super-G: 30. Platz 2. Abfahrtstraining: 42. Platz Abfahrt: 36. Platz Alpine Kombination: in der Abfahrt ausgeschieden Mannschaft: 9. Platz Riesenslalom: 37. Platz Slalom: 27. Platz - Saša Tršinski Riesenslalom: 52. Platz |

## Lettland(LAT)
| Herren - Daniels Fogelis Riesenslalom-Qualifikation: 66. Platz - Mārtiņš Onskulis Riesenslalom-Qualifikation: 39. Platz Slalom-Qualifikation: 34. Platz - Toms Sarkanis Slalom-Qualifikation: im 2. Durchgang ausgeschieden - Roberts Rode Riesenslalom-Qualifikation: 48. Platz - Miks Zvejnieks Slalom: im 1. Durchgang ausgeschieden - Kristaps Zvejnieks Riesenslalom: 37. Platz Slalom-Qualifikation: 23. Platz Slalom: im 2. Durchgang ausgeschieden | Damen - Agnese Āboltiņa Riesenslalom: 93. Platz Slalom: 43. Platz - Liene Bondare Riesenslalom: 104. Platz - Evelīna Gasūna Riesenslalom: 94. Platz Slalom: im 1. Durchgang ausgeschieden - Lelde Gasūna Riesenslalom: im 1. Durchgang disqualifiziert Slalom: im 1. Durchgang ausgeschieden - Ieva Meldere Slalom: 60. Platz |

## Libanon(LIB)
| Herren - Naim Fenianos Riesenslalom-Qualifikation: im 2. Durchgang ausgeschieden Slalom-Qualifikation: 47. Platz - Tarek Fenianos Riesenslalom-Qualifikation: 72. Platz Slalom-Qualifikation: im 1. Durchgang ausgeschieden - Jamil Mehanna Riesenslalom-Qualifikation: 64. Platz Slalom-Qualifikation: im 1. Durchgang ausgeschieden - Alexandre Mohbat Riesenslalom-Qualifikation: 60. Platz Riesenslalom: 62. Platz Slalom-Qualifikation: 44. Platz Slalom: im 1. Durchgang ausgeschieden | Damen - Yasma Haddad Riesenslalom: 119. Platz Slalom: im 1. Durchgang ausgeschieden - Celine Keirouz Riesenslalom: 120. Platz Slalom: im 1. Durchgang ausgeschieden - Natacha Mohbat Riesenslalom: im 1. Durchgang ausgeschieden Slalom: 68. Platz - Lea Nassar Riesenslalom: 117. Platz Slalom: im 1. Durchgang ausgeschieden |

## Liechtenstein(LIE)
| Herren | Damen - Tina Weirather 1. Abfahrtstraining: 6. Platz Super-G: 6. Platz 2. Abfahrtstraining: 9. Platz Abfahrt: 11. Platz Riesenslalom: 4. Platz |

## Litauen(LTU)
| Herren - Rokas Zaveckas Riesenslalom-Qualifikation: 58. Platz Riesenslalom: 65. Platz Slalom-Qualifikation: 37. Platz Slalom: 38. Platz | Damen - Ieva Januškevičiūtė Riesenslalom: im 1. Durchgang ausgeschieden Slalom: 59. Platz |

## Luxemburg(LUX)
| Herren - Geoffrey Osch Riesenslalom-Qualifikation: 65. Platz Riesenslalom: 66. Platz Slalom-Qualifikation: im 1. Durchgang ausgeschieden Slalom: 42. Platz | Damen - Catherine Elvinger Riesenslalom: im 1. Durchgang disqualifiziert Slalom: 58. Platz |

## Malta(MLT)
| Herren | Damen - Élise Pellegrin Riesenslalom: 102. Platz Slalom: 57. Platz |

## Mazedonien(MKD)
| Herren - Luka Božinovski Riesenslalom-Qualifikation: 52. Platz - Dardan Dehari Riesenslalom-Qualifikation: 45. Platz Riesenslalom: 56. Platz Slalom-Qualifikation: im 1. Durchgang ausgeschieden - Besar Iljazi Slalom-Qualifikation: im 1. Durchgang ausgeschieden - Gentian Kurtishi Slalom-Qualifikation: im 1. Durchgang ausgeschieden - Marjan Našoku Riesenslalom-Qualifikation: 59. Platz - Antonio Ristevski Riesenslalom-Qualifikation: 36. Platz Slalom-Qualifikation: im 1. Durchgang ausgeschieden Slalom: im 1. Durchgang ausgeschieden | Damen |

## Mexiko(MEX)
| Herren - Hubertus von Hohenlohe Riesenslalom-Qualifikation: 78. Platz Slalom-Qualifikation: 54. Platz Slalom: 46. Platz | Damen - Sarah Schleper de Gaxiola Riesenslalom: 50. Platz Slalom: im 1. Durchgang ausgeschieden |

## Monaco(MON)
| Herren - Arnaud Alessandria 1. Abfahrtstraining: 68. Platz Super-G: 37. Platz 3. Abfahrtstraining: ausgeschieden Abfahrt: 39. Platz Alpine Kombination: 34. Platz | Damen - Alexandra Coletti 1. Abfahrtstraining: 37. Platz Super-G: ausgeschieden 2. Abfahrtstraining: 30. Platz Abfahrt: 21. Platz Alpine Kombination: in der Abfahrt ausgeschieden |

## Montenegro(MNE)
| Herren - Tarik Hadžić Riesenslalom-Qualifikation: 57. Platz Riesenslalom: 64. Platz Slalom-Qualifikation: im 1. Durchgang ausgeschieden - Bojan Kosić Riesenslalom-Qualifikation: im 2. Durchgang ausgeschieden Slalom-Qualifikation: 53. Platz Slalom: 45. Platz | Damen - Ivana Bulatović Riesenslalom: im 1. Durchgang disqualifiziert Slalom: 69. Platz |

## Neuseeland(NZL)
| Herren - Adam Barwood Super-G: 44. Platz Riesenslalom-Qualifikation: 11. Platz Riesenslalom: 39. Platz Slalom-Qualifikation: 8. Platz Slalom: im 1. Durchgang ausgeschieden - Willis Feasey 1. Abfahrtstraining: 59. Platz Super-G: ausgeschieden 3. Abfahrtstraining: 57. Platz Abfahrt: 40. Platz Alpine Kombination: 37. Platz Riesenslalom-Qualifikation: 10. Platz Riesenslalom: im 1. Durchgang ausgeschieden Slalom-Qualifikation: im 2. Durchgang ausgeschieden - Nick Prebble 1. Abfahrtstraining: 56. Platz (Torfehler) Super-G: ausgeschieden 3. Abfahrtstraining: 58. Platz (Torfehler) Abfahrt: nicht gestartet Alpine Kombination: im Slalom ausgeschieden Riesenslalom-Qualifikation: 18. Platz Riesenslalom: im 1. Durchgang ausgeschieden | Damen - Piera Hudson Riesenslalom: nicht gestartet Slalom: 39. Platz |

## Niederlande(NED)
| Herren - Marvin van Heek 1. Abfahrtstraining: 43. Platz Super-G: ausgeschieden 3. Abfahrtstraining: 48. Platz Abfahrt: nicht gestartet Alpine Kombination: nicht gestartet - Maarten Meiners Riesenslalom: im 2. Durchgang ausgeschieden Slalom-Qualifikation: 6. Platz Slalom: im 1. Durchgang ausgeschieden | Damen - Adriana Jelinkova Slalom: nicht gestartet |

## Norwegen(NOR)
| Herren - Aleksander Aamodt Kilde 1. Abfahrtstraining: 39. Platz Super-G: 19. Platz 3. Abfahrtstraining: 26. Platz Abfahrt: 26. Platz Alpine Kombination: 8. Platz - Sebastian Foss Solevåg Mannschaft: 5. Platz Slalom: 9. Platz - Leif Kristian Haugen Mannschaft: 5. Platz Riesenslalom: im 1. Durchgang ausgeschieden - Kjetil Jansrud 1. Abfahrtstraining: 1. Platz Super-G: 4. Platz 3. Abfahrtstraining: 2. Platz Abfahrt: 15. Platz Alpine Kombination: Silber - Henrik Kristoffersen Riesenslalom: 13. Platz Slalom: 4. Platz - Espen Lysdahl Slalom: 16. Platz - Jonathan Nordbotten Slalom: im 1. Durchgang ausgeschieden - Aksel Lund Svindal 1. Abfahrtstraining: 11. Platz Super-G: 6. Platz 3. Abfahrtstraining: 11. Platz Abfahrt: 6. Platz - Rasmus Windingstad Riesenslalom: 31. Platz | Damen - Nina Løseth Mannschaft: 5. Platz Riesenslalom: 11. Platz Slalom: 11. Platz - Ragnhild Mowinckel 1. Abfahrtstraining: 2. Platz Super-G: 20. Platz 2. Abfahrtstraining: 20. Platz Abfahrt: 25. Platz Alpine Kombination: 9. Platz Mannschaft: 5. Platz Riesenslalom: 18. Platz - Maria Therese Tviberg 1. Abfahrtstraining: 29. Platz Super-G: 25. Platz 2. Abfahrtstraining: 37. Platz Abfahrt: 27. Platz Alpine Kombination: im Slalom ausgeschieden |

## Österreich(AUT)
| Herren - Romed Baumann 1. Abfahrtstraining: 7. Platz (Torfehler) 3. Abfahrtstraining: 21. Platz Alpine Kombination: 4. Platz - Max Franz 1. Abfahrtstraining: 2. Platz 3. Abfahrtstraining: 5. Platz Abfahrt: 19. Platz - Reinfried Herbst Slalom: 12. Platz - Marcel Hirscher 1. Abfahrtstraining: 55. Platz 3. Abfahrtstraining: 56. Platz Alpine Kombination: Gold Mannschaft: Gold Riesenslalom: Silber Slalom: im 2. Durchgang ausgeschieden - Vincent Kriechmayr - Mario Matt Slalom: im 1. Durchgang ausgeschieden - Michael Matt Slalom: im 2. Durchgang ausgeschieden - Matthias Mayer 1. Abfahrtstraining: 3. Platz Super-G: 4. Platz 3. Abfahrtstraining: 20. Platz Abfahrt: 12. Platz Alpine Kombination: 11. Platz - Christoph Nösig Mannschaft: Gold Riesenslalom: im 1. Durchgang ausgeschieden - Benjamin Raich Riesenslalom: im 1. Durchgang ausgeschieden Slalom: im 1. Durchgang ausgeschieden - Hannes Reichelt 1. Abfahrtstraining: 14. Platz (Torfehler) Super-G: Gold 3. Abfahrtstraining: 19. Platz Abfahrt: 13. Platz - Philipp Schörghofer Mannschaft: Gold (ohne Einsatz) Riesenslalom: 10. Platz - Marco Schwarz - Georg Streitberger 1. Abfahrtstraining: 9. Platz Super-G: 8. Platz 3. Abfahrtstraining: 6. Platz Abfahrt: 29. Platz - Otmar Striedinger 1. Abfahrtstraining: 42. Platz (Torfehler) Super-G: 24. Platz 3. Abfahrtstraining: 39. Platz Alpine Kombination: im Slalom ausgeschieden | Damen - Eva-Maria Brem Mannschaft: Gold Riesenslalom: im 1. Durchgang ausgeschieden - Anna Fenninger 1. Abfahrtstraining: 11. Platz Super-G: Gold 2. Abfahrtstraining: 1. Platz Abfahrt: Silber Alpine Kombination: 4. Platz Riesenslalom: Gold - Elisabeth Görgl 1. Abfahrtstraining: 26. Platz Super-G: ausgeschieden 2. Abfahrtstraining: 16. Platz Abfahrt: 6. Platz - Nicole Hosp 1. Abfahrtstraining: 9. Platz Super-G: ausgeschieden 2. Abfahrtstraining: 13. Platz Alpine Kombination: Silber Mannschaft: Gold (ohne Einsatz) Slalom: im 2. Durchgang ausgeschieden - Cornelia Hütter 1. Abfahrtstraining: ausgeschieden Super-G: 4. Platz 2. Abfahrtstraining: 15. Platz Abfahrt: 15. Platz - Michaela Kirchgasser 1. Abfahrtstraining: nicht gestartet 2. Abfahrtstraining: 35. Platz Alpine Kombination: Bronze Mannschaft: Gold Riesenslalom: 6. Platz Slalom: im 2. Durchgang ausgeschieden - Bernadette Schild - Nicole Schmidhofer 1. Abfahrtstraining: 10. Platz 2. Abfahrtstraining: 10. Platz Abfahrt: 4. Platz - Carmen Thalmann Slalom: 7. Platz - Kathrin Zettel 1. Abfahrtstraining: nicht gestartet 2. Abfahrtstraining: 39. Platz Alpine Kombination: 6. Platz Riesenslalom: 7. Platz Slalom: 5. Platz |

## Osttimor(TLS)
| Herren - Yohan Goutt Goncalves Riesenslalom-Qualifikation: 76. Platz Slalom-Qualifikation: 51. Platz Slalom: 44. Platz | Damen |

## Peru(PER)
| Herren - Manfred Oettl Reyes Riesenslalom-Qualifikation: 68. Platz Riesenslalom: 67. Platz Slalom-Qualifikation: 40. Platz Slalom: im 1. Durchgang ausgeschieden | Damen - Ornella Oettl Reyes Riesenslalom: 101. Platz Slalom: im 1. Durchgang ausgeschieden |

## Polen(POL)
| Herren - Maciej Bydliński 1. Abfahrtstraining: 54. Platz Super-G: ausgeschieden 3. Abfahrtstraining: 45. Platz Alpine Kombination: 27. Platz Riesenslalom-Qualifikation: 4. Platz Riesenslalom: im 1. Durchgang ausgeschieden Slalom-Qualifikation: 2. Platz Slalom: im 1. Durchgang ausgeschieden | Damen - Maryna Gąsienica-Daniel Super-G: 34. Platz Riesenslalom: 38. Platz Slalom: 35. Platz |

## Rumänien(ROU)
| Herren - Ioan Valeriu Achiriloaie 1. Abfahrtstraining: 67. Platz Super-G: ausgeschieden 3. Abfahrtstraining: 62. Platz Abfahrt: 44. Platz Alpine Kombination: nicht gestartet - Alexandru Barbu Riesenslalom-Qualifikation: 26. Platz Riesenslalom: 47. Platz Slalom-Qualifikation: im 1. Durchgang disqualifiziert | Damen - Ania Caill 1. Abfahrtstraining: nicht gestartet 2. Abfahrtstraining: nicht gestartet Riesenslalom: 54. Platz |

## Russland(RUS)
| Herren - Alexander Andrijenko Mannschaft: 9. Platz (ohne Einsatz) Riesenslalom: im 1. Durchgang ausgeschieden Slalom-Qualifikation: 4. Platz Slalom: im 1. Durchgang ausgeschieden - Alexander Choroschilow Mannschaft: 9. Platz Slalom: 8. Platz - Alexander Glebov 1. Abfahrtstraining: 29. Platz Super-G: ausgeschieden 3. Abfahrtstraining: 44. Platz Abfahrt: 34. Platz - Pawel Trichitschew 1. Abfahrtstraining: 57. Platz Super-G: 31. Platz 3. Abfahrtstraining: 63. Platz (Torfehler) Alpine Kombination: 24. Platz Mannschaft: 9. Platz Riesenslalom: im 1. Durchgang ausgeschieden Slalom: im 1. Durchgang ausgeschieden | Damen - Xenija Alopina Mannschaft: 9. Platz Slalom: im 2. Durchgang ausgeschieden - Anastassija Romanowa Mannschaft: 9. Platz Riesenslalom: 33. Platz |

## San Marino(RSM)
| Herren - Lorenzo Bizzocchi Riesenslalom-Qualifikation: im 1. Durchgang ausgeschieden Slalom-Qualifikation: im 1. Durchgang ausgeschieden - Alessandro Mariotti Riesenslalom-Qualifikation: 63. Platz Slalom-Qualifikation: 43. Platz Slalom: im 1. Durchgang ausgeschieden - Vincenzo Romano Michelotti Riesenslalom-Qualifikation: 62. Platz Riesenslalom: im 1. Durchgang ausgeschieden Slalom-Qualifikation: im 1. Durchgang ausgeschieden | Damen |

## Schweden(SWE)
| Herren - Jens Byggmark Slalom: im 2. Durchgang ausgeschieden - Mattias Hargin Mannschaft: Bronze Slalom: 5. Platz - Markus Larsson Mannschaft: Bronze (ohne Einsatz) Slalom: 7. Platz - Calle Lindh Riesenslalom: im 2. Durchgang ausgeschieden - André Myhrer Mannschaft: Bronze Riesenslalom: im 1. Durchgang ausgeschieden Slalom: 6. Platz - Matts Olsson Riesenslalom: 5. Platz | Damen - Frida Hansdotter Riesenslalom: 12. Platz Slalom: Silber - Sara Hector Mannschaft: Bronze (ohne Einsatz) Riesenslalom: 10. Platz Slalom: 23. Platz - Kajsa Kling 1. Abfahrtstraining: 19. Platz Super-G: 8. Platz 2. Abfahrtstraining: 4. Platz Abfahrt: 18. Platz - Jessica Lindell-Vikarby Riesenslalom: Bronze - Maria Pietilä Holmner Mannschaft: Bronze Riesenslalom: 9. Platz Slalom: 14. Platz - Anna Swenn-Larsson Mannschaft: Bronze Slalom: 22. Platz |

## Schweiz(SUI)
| Herren - Luca Aerni Slalom: im 1. Durchgang ausgeschieden - Gino Caviezel Mannschaft: 4. Platz Riesenslalom: 25. Platz - Mauro Caviezel 1. Abfahrtstraining: 13. Platz Super-G: 17. Platz 3. Abfahrtstraining: 32. Platz Alpine Kombination: 13. Platz - Didier Défago 1. Abfahrtstraining: 16. Platz Super-G: 7. Platz 3. Abfahrtstraining: 37. Platz Abfahrt: 11. Platz - Beat Feuz 1. Abfahrtstraining: 35. Platz 3. Abfahrtstraining: 8. Platz Abfahrt: Bronze Alpine Kombination: 14. Platz - Carlo Janka 1. Abfahrtstraining: 48. Platz Super-G: 12. Platz 3. Abfahrtstraining: 36. Platz Abfahrt: 9. Platz Alpine Kombination: 6. Platz Riesenslalom: 11. Platz - Patrick Küng 1. Abfahrtstraining: 4. Platz Super-G: 16. Platz 3. Abfahrtstraining: 13. Platz Abfahrt: Gold - Justin Murisier Mannschaft: 4. Platz Riesenslalom: 30. Platz Slalom: 13. Platz - Sandro Viletta 1. Abfahrtstraining: nicht gestartet - Daniel Yule Slalom: im 1. Durchgang ausgeschieden - Elia Zurbriggen Mannschaft: 4. Platz (ohne Einsatz) Riesenslalom: 27. Platz - Silvan Zurbriggen 1. Abfahrtstraining: 45. Platz (Torfehler) 3. Abfahrtstraining: 34. Platz Alpine Kombination: 15. Platz | Damen - Marianne Abderhalden 1. Abfahrtstraining: 35. Platz 2. Abfahrtstraining: 18. Platz Abfahrt: 29. Platz - Charlotte Chable Mannschaft: 4. Platz (ohne Einsatz) Slalom: 15. Platz - Dominique Gisin Riesenslalom: 19. Platz - Michelle Gisin Mannschaft: 4. Platz Riesenslalom: 32. Platz Slalom: im 2. Durchgang ausgeschieden - Lara Gut 1. Abfahrtstraining: 2. Platz Super-G: 7. Platz 2. Abfahrtstraining: 3. Platz Abfahrt: Bronze Alpine Kombination: 5. Platz Riesenslalom: im 1. Durchgang ausgeschieden - Wendy Holdener Mannschaft: 4. Platz Riesenslalom: 17. Platz Slalom: im 2. Durchgang ausgeschieden - Nadja Jnglin-Kamer 1. Abfahrtstraining: 22. Platz 2. Abfahrtstraining: 28. Platz Abfahrt: 7. Platz - Priska Nufer 1. Abfahrtstraining: 21. Platz Super-G: 16. Platz 2. Abfahrtstraining: 27. Platz Alpine Kombination: im Slalom ausgeschieden - Fabienne Suter 1. Abfahrtstraining: 4. Platz Super-G: 22. Platz 2. Abfahrtstraining: 5. Platz Abfahrt: 9. Platz |

## Serbien(SRB)
| Herren - Sava Pavlovic Riesenslalom-Qualifikation: im 1. Durchgang ausgeschieden Slalom-Qualifikation: 48. Platz - Mladen Pesic Riesenslalom-Qualifikation: nicht gestartet Slalom-Qualifikation: im 1. Durchgang ausgeschieden - Strahinja Stanisic Riesenslalom-Qualifikation: 43. Platz Slalom-Qualifikation: im 2. Durchgang ausgeschieden - Andrija Vuković Riesenslalom-Qualifikation: 42. Platz Riesenslalom: im 1. Durchgang ausgeschieden Slalom-Qualifikation: im 1. Durchgang ausgeschieden Slalom: im 1. Durchgang ausgeschieden | Damen - Barbara Bogdanovic Slalom: im 1. Durchgang ausgeschieden - Nevena Ignjatović Riesenslalom: 42. Platz Slalom: im 1. Durchgang ausgeschieden - Maša Janković Riesenslalom: nicht gestartet Slalom: im 1. Durchgang ausgeschieden - Nina Mandić Riesenslalom: im 1. Durchgang ausgeschieden Slalom: im 1. Durchgang ausgeschieden |

## Slowakei(SVK)
| Herren - Adam Žampa 1. Abfahrtstraining: 52. Platz Super-G: 34. Platz 3. Abfahrtstraining: 52. Platz Alpine Kombination: 19. Platz Riesenslalom: im 1. Durchgang ausgeschieden Slalom: 19. Platz - Andreas Žampa 1. Abfahrtstraining: 63. Platz Super-G: 41. Platz 3. Abfahrtstraining: 53. Platz Abfahrt: 41. Platz Alpine Kombination: 39. Platz Riesenslalom: 32. Platz Slalom-Qualifikation: 21. Platz Slalom: 29. Platz | Damen - Veronika Velez-Zuzulová Slalom: 4. Platz - Petra Vlhová Riesenslalom: 30. Platz Slalom: 44. Platz |

## Slowenien(SLO)
| Herren - Martin Čater 1. Abfahrtstraining: 47. Platz Super-G: 29. Platz 3. Abfahrtstraining: 49. Platz Abfahrt: 25. Platz Alpine Kombination: 20. Platz - Boštjan Kline 1. Abfahrtstraining: 33. Platz (Torfehler) Super-G: ausgeschieden 3. Abfahrtstraining: 46. Platz Abfahrt: 33. Platz Alpine Kombination: im Slalom disqualifiziert - Klemen Kosi 1. Abfahrtstraining: 41. Platz (Torfehler) Super-G: 10. Platz 3. Abfahrtstraining: 29. Platz Abfahrt: ausgeschieden Alpine Kombination: 16. Platz Mannschaft: 9. Platz (ohne Einsatz) Riesenslalom-Qualifikation: 1. Platz Riesenslalom: 33. Platz - Žan Kranjec Mannschaft: 9. Platz Riesenslalom: im 1. Durchgang ausgeschieden Slalom-Qualifikation: 18. Platz Slalom: 32. Platz - Matic Skube Mannschaft: 9. Platz Slalom: 20. Platz | Damen - Vanja Brodnik 1. Abfahrtstraining: 32. Platz Super-G: 27. Platz 2. Abfahrtstraining: 33. Platz Abfahrt: 30. Platz Alpine Kombination: 12. Platz - Ana Bucik 1. Abfahrtstraining: 45. Platz 2. Abfahrtstraining: 45. Platz Alpine Kombination: 11. Platz Mannschaft: 9. Platz Slalom: im 2. Durchgang ausgeschieden - Ana Drev Mannschaft: 9. Platz (ohne Einsatz) Riesenslalom: 24. Platz - Katarina Lavtar Mannschaft: 9. Platz Riesenslalom: 21. Platz Slalom: 29. Platz - Tina Maze 1. Abfahrtstraining: 8. Platz Super-G: Silber 2. Abfahrtstraining: 2. Platz Abfahrt: Gold Alpine Kombination: Gold Riesenslalom: 5. Platz Slalom: 8. Platz - Ilka Štuhec 1. Abfahrtstraining: 12. Platz Super-G: 17. Platz 2. Abfahrtstraining: 21. Platz Abfahrt: 20. Platz Alpine Kombination: 7. Platz Riesenslalom: 25. Platz |

## Spanien(SPA)
| Herren - Joaquim Salarich Slalom-Qualifikation: 1. Platz Slalom: 30. Platz | Damen - Carolina Ruiz Castillo 1. Abfahrtstraining: 36. Platz Super-G: 21. Platz 2. Abfahrtstraining: 32. Platz Abfahrt: 23. Platz |

## Südafrika(RSA)
| Herren - Alexander Heath Riesenslalom-Qualifikation: im 2. Durchgang disqualifiziert Slalom-Qualifikation: 39. Platz Slalom: 40. Platz | Damen |

## Südkorea(KOR)
| Herren - Jung Dong-hyun Riesenslalom-Qualifikation: 6. Platz Riesenslalom: 40. Platz Slalom: 25. Platz - Kim Hyeon-tae Riesenslalom-Qualifikation: 15. Platz Riesenslalom: 43. Platz Slalom-Qualifikation: im 1. Durchgang ausgeschieden - Kyung Sung-hyun Riesenslalom-Qualifikation: 17. Platz Riesenslalom: 50. Platz Slalom-Qualifikation: 14. Platz Slalom: 33. Platz - Park Hyuk Riesenslalom-Qualifikation: 26. Platz Slalom-Qualifikation: 24. Platz Slalom: im 1. Durchgang ausgeschieden | Damen |

## Tschechien(CZE)
| Herren - Ondřej Bank 1. Abfahrtstraining: 26. Platz Super-G: ausgeschieden 3. Abfahrtstraining: 14. Platz Abfahrt: 7. Platz Alpine Kombination: in der Abfahrt disqualifiziert - Kryštof Krýzl 1. Abfahrtstraining: 61. Platz (Torfehler) Super-G: 35. Platz 3. Abfahrtstraining: 54. Platz (Torfehler) Alpine Kombination: 26. Platz Mannschaft: 9. Platz Riesenslalom: 23. Platz Slalom: im 1. Durchgang ausgeschieden - Martin Vráblík 1. Abfahrtstraining: 62. Platz Super-G: 42. Platz 3. Abfahrtstraining: 59. Platz Alpine Kombination: 30. Platz Mannschaft: 9. Platz Riesenslalom-Qualifikation: 3. Platz Riesenslalom: im 2. Durchgang ausgeschieden Slalom-Qualifikation: 3. Platz Slalom: im 1. Durchgang ausgeschieden | Damen - Gabriela Capová Mannschaft: 9. Platz (ohne Einsatz) Riesenslalom: im 2. Durchgang ausgeschieden Slalom: im 2. Durchgang ausgeschieden - Martina Dubovská Mannschaft: 9. Platz (ohne Einsatz) Slalom: nicht gestartet - Klára Křížová 1. Abfahrtstraining: 33. Platz Super-G: 31. Platz 2. Abfahrtstraining: 36. Platz Abfahrt: 32. Platz Alpine Kombination: 20. Platz - Kateřina Pauláthová Super-G: 32. Platz Mannschaft: 9. Platz Riesenslalom: im 2. Durchgang ausgeschieden Slalom: im 1. Durchgang ausgeschieden - Šárka Strachová Mannschaft: 9. Platz Slalom: Bronze |

## Ukraine(UKR)
| Herren - Rostyslaw Feschtschuk Riesenslalom-Qualifikation: im 2. Durchgang ausgeschieden Slalom-Qualifikation: im 2. Durchgang ausgeschieden - Iwan Kowbasnjuk Riesenslalom-Qualifikation: 47. Platz Riesenslalom: 55. Platz Slalom-Qualifikation: 30. Platz Slalom: 37. Platz - Dmytro Myzak Super-G: 48. Platz Riesenslalom-Qualifikation: im 1. Durchgang ausgeschieden Slalom-Qualifikation: 35. Platz | Damen - Olha Knysch Riesenslalom: 96. Platz Slalom: 55. Platz - Bohdana Mazjozka Super-G: 35. Platz Riesenslalom: 49. Platz Slalom: 40. Platz - Tetjana Tikun Super-G: 38. Platz Riesenslalom: 92. Platz Slalom: im 1. Durchgang ausgeschieden |

## Ungarn(HUN)
| Herren - Patrik Benedek Riesenslalom-Qualifikation: 54. Platz - Norbert Farkas Riesenslalom-Qualifikation: im 1. Durchgang ausgeschieden Riesenslalom: 53. Platz - Márton Kékesi Super-G: 49. Platz Slalom-Qualifikation: im 1. Durchgang ausgeschieden - Bence Nagy Riesenslalom-Qualifikation: im 2. Durchgang ausgeschieden - Dalibor Šamšal Slalom: im 2. Durchgang ausgeschieden - Barnabas Szollos Riesenslalom-Qualifikation: 49. Platz Slalom-Qualifikation: 26. Platz - Bertold Szepesi Slalom-Qualifikation: 28. Platz | Damen - Anna Berecz Riesenslalom: 99. Platz Slalom: 54. Platz - Reka Berecz Slalom: im 1. Durchgang ausgeschieden - Laura Csima Riesenslalom: im 1. Durchgang ausgeschieden Slalom: 62. Platz - Patricia Eigler Slalom: 70. Platz - Mónika Maróty Riesenslalom: 110. Platz - Edit Miklós 1. Abfahrtstraining: 24. Platz Super-G: ausgeschieden 2. Abfahrtstraining: 14. Platz Abfahrt: 13. Platz Alpine Kombination: nicht zum Slalom angetreten Riesenslalom: 40. Platz |

## Usbekistan(UZB)
| Herren - Dmitriy Babikov Riesenslalom-Qualifikation: 74. Platz Slalom-Qualifikation: 49. Platz - Damir Buxarbayev Slalom-Qualifikation: 56. Platz - Safar Egemberdiev Riesenslalom-Qualifikation: im 1. Durchgang ausgeschieden Slalom-Qualifikation: im 1. Durchgang ausgeschieden - Anvar Junusov Riesenslalom-Qualifikation: im 1. Durchgang disqualifiziert - Kamiljon Tuxtayev Riesenslalom-Qualifikation: 56. Platz Riesenslalom: 60. Platz Slalom-Qualifikation: 41. Platz Slalom: im 1. Durchgang ausgeschieden | Damen - Tatjana Baranova Riesenslalom: im 1. Durchgang disqualifiziert Slalom: 72. Platz - Kseniya Grigoreva Riesenslalom: im 1. Durchgang disqualifiziert Slalom: im 1. Durchgang ausgeschieden |

## Vereinigtes Königreich(GBR)
| Herren - Jai Geyer - Jack Gower Riesenslalom-Qualifikation: 2. Platz Riesenslalom: 38. Platz - Charlie Raposo Mannschaft: 9. Platz Riesenslalom: 34. Platz Slalom-Qualifikation: im 1. Durchgang ausgeschieden - Dave Ryding Mannschaft: 9. Platz Slalom: im 1. Durchgang ausgeschieden | Damen - Charlie Guest Mannschaft: 9. Platz Riesenslalom: 43. Platz Slalom: 32. Platz - Alex Tilley Mannschaft: 9. Platz Riesenslalom: 35. Platz Slalom: 24. Platz |

## Vereinigte Staaten(USA)
| Herren - Will Brandenburg Mannschaft: 5. Platz (ohne Einsatz) Slalom: im 1. Durchgang ausgeschieden - David Chodounsky Mannschaft: 5. Platz Riesenslalom: 29. Platz Slalom: im 1. Durchgang ausgeschieden - Tommy Ford Riesenslalom: 19. Platz - Travis Ganong 1. Abfahrtstraining: 5. Platz Super-G: ausgeschieden 3. Abfahrtstraining: 22. Platz Abfahrt: Silber - Jared Goldberg 1. Abfahrtstraining: 6. Platz 3. Abfahrtstraining: 27. Platz Abfahrt: 20. Platz Alpine Kombination: 29. Platz - Tim Jitloff 1. Abfahrtstraining: 39. Platz (Torfehler) 3. Abfahrtstraining: 47. Platz Alpine Kombination: 17. Platz Riesenslalom: 9. Platz - Ted Ligety 1. Abfahrtstraining: 34. Platz Super-G: 9. Platz 3. Abfahrtstraining: 31. Platz Alpine Kombination: Bronze Mannschaft: 5. Platz Riesenslalom: Gold Slalom: 21. Platz - Nolan Kasper - Tim Kelley Slalom: 23. Platz - Bode Miller 1. Abfahrtstraining: 12. Platz Super-G: ausgeschieden - Steven Nyman 1. Abfahrtstraining: 22. Platz (Torfehler) Super-G: 20. Platz 3. Abfahrtstraining: 7. Platz Abfahrt: 4. Platz Alpine Kombination: 21. Platz - Brennan Rubie Riesenslalom: 26. Platz - Marco Sullivan 1. Abfahrtstraining: 20. Platz 3. Abfahrtstraining: 32. Platz - Andrew Weibrecht 1. Abfahrtstraining: 35. Platz Super-G: 20. Platz 3. Abfahrtstraining: 4. Platz Abfahrt: 9. Platz Alpine Kombination: 22. Platz | Damen - Stacey Cook 1. Abfahrtstraining: 1. Platz Super-G: 13. Platz 2. Abfahrtstraining: ausgeschieden Abfahrt: 19. Platz - Hailey Duke Slalom: 28. Platz - Lila Lapanja - Julia Mancuso 1. Abfahrtstraining: 13. Platz Super-G: 9. Platz 2. Abfahrtstraining: 7. Platz Abfahrt: 16. Platz Alpine Kombination: 15. Platz Mannschaft: 5. Platz (ohne Einsatz) Riesenslalom: 26. Platz - Megan McJames Riesenslalom: 34. Platz Slalom: 38. Platz - Alice McKennis 1. Abfahrtstraining: 14. Platz 2. Abfahrtstraining: 24. Platz - Paula Moltzan Mannschaft: 5. Platz Slalom: 20. Platz - Laurenne Ross 1. Abfahrtstraining: 7. Platz Super-G: 15. Platz 2. Abfahrtstraining: 6. Platz Abfahrt: 17. Platz Alpine Kombination: 14. Platz - Mikaela Shiffrin Mannschaft: 5. Platz Riesenslalom: 8. Platz Slalom: Gold - Resi Stiegler Slalom: nicht zum 2. Durchgang angetreten - Lindsey Vonn 1. Abfahrtstraining: 4. Platz Super-G: Bronze 2. Abfahrtstraining: 19. Platz Abfahrt: 5. Platz Alpine Kombination: im Slalom ausgeschieden Riesenslalom: 14. Platz - Jacqueline Wiles 1. Abfahrtstraining: nicht gestartet 2. Abfahrtstraining: 38. Platz Alpine Kombination: 17. Platz |

## Zypern(CYP)
| Herren - Dinos Lefkaritis Riesenslalom-Qualifikation: nicht zum 2. Durchgang angetreten - Pieris Pieri Riesenslalom-Qualifikation: 73. Platz Riesenslalom: 68. Platz Slalom-Qualifikation: 50. Platz Slalom: im 1. Durchgang ausgeschieden | Damen |